# هیروچیکا میوشی
هیروچیکا میوشی (انگلیسی: Hirochika Miyoshi؛ زادهٔ ۱۷ مهٔ ۱۹۸۷) بازیکن فوتبال اهل ژاپن است.